# آسیاب بادی سیاه
آسیاب بادی سیاه (انگلیسی: The Black Windmill) فیلمی بریتانیایی در سبک جاسوسی به کارگردانی دان سیگل است که در سال ۱۹۷۴ منتشر شد.

## بازیگران
- مایکل کین
- جان ورنن
- جنت سوزمن
- دونالد پلیسنس
- جاس آکلند
- ادوارد هاردویک
- هرمیون بادلی
- جان ریس-دیویس
- دنیس کیلی
- پرستون لاک‌وود